# 5 Regiment Pieszy Litewski

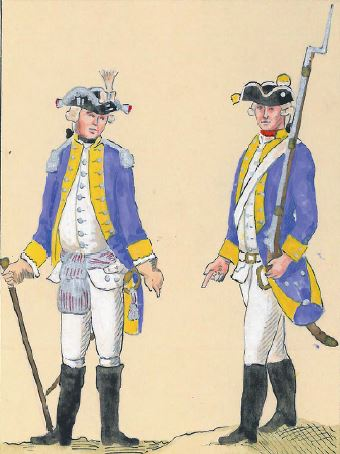
Żołnierze regimentu Grabowskiego w 1775

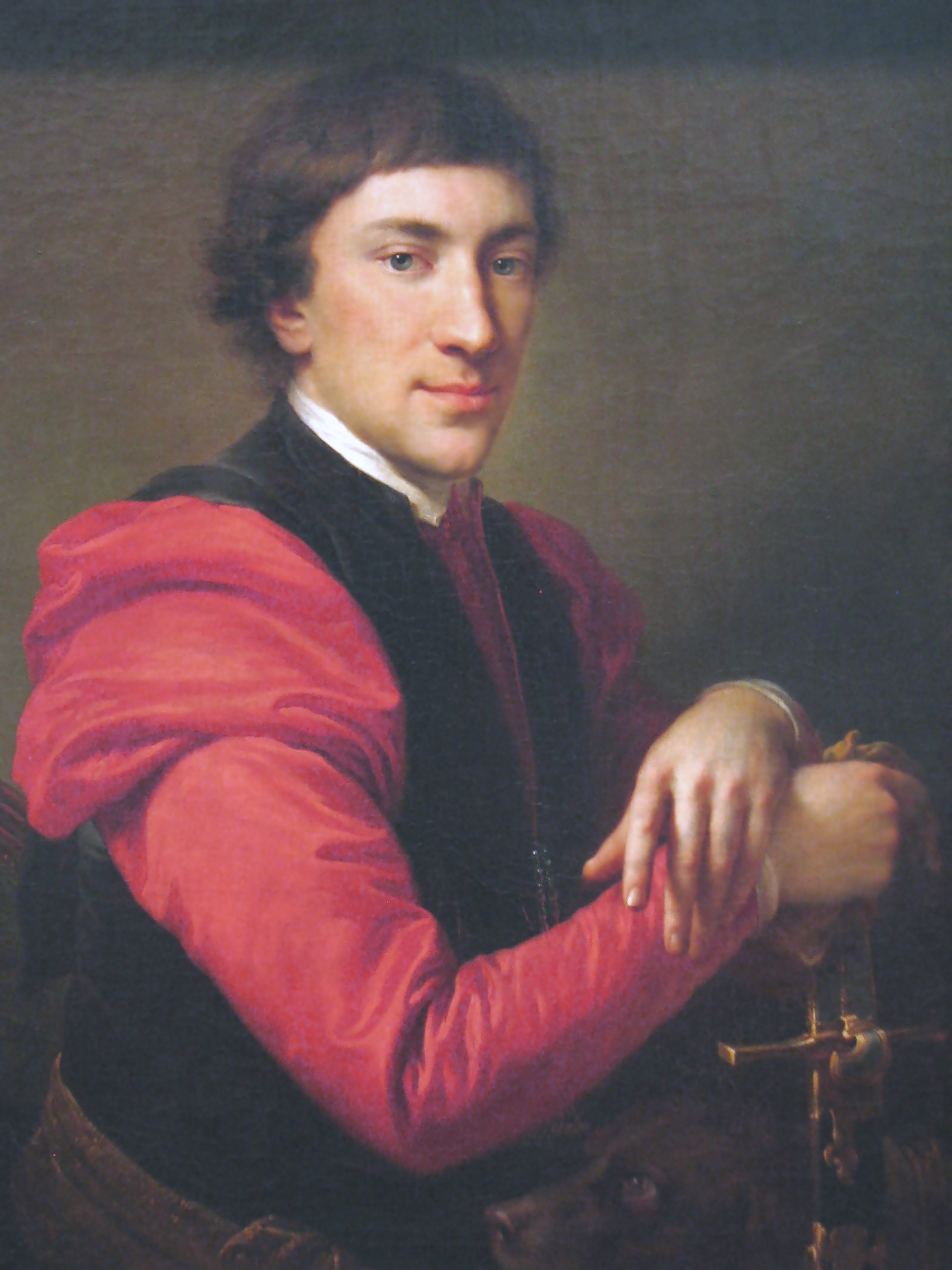
Paweł Jerzy Grabowski

5 Regiment Pieszy Litewski – oddział piechoty armii Wielkiego Księstwa Litewskiego wojska I Rzeczypospolitej.

## Formowanie i zmiany organizacyjne
Regiment powstał 30 kwietnia 1775 w wyniku spieszenia Regimentu Dragonów Królewicza Imci Wielkiego Księstwa Litewskiego. Regiment Pieszy 5 powstał w 1775 roku w wyniku spieszenia regimentu dragonii.  Regiment składał się ze sztabu, lejbkompanii, kompanii pułkownika Orzeszki, kompanii sec. pułkownika Dörpera i kompanii podpułkownika Stryjeńskiego.

Pułk Pieszy 5 [...] Ma także mało ludzi pięknych, w wcale nieprzybrany nowo, Gospodarstwa Chorągwie nie maią, iak w innych Pułkach, tylko sam Szeffnim, y Kassą rządzi, ma Inwalidów 7, y w Magazynie Dragonską Broń, y Requizyta; teraz im wcale nie potrzebne. Major Nerezyusz siedząc przy Pułku, powinności pełniąc niema więcey iak tylko 1800 zl. Na Rok Traktamenty, prosi o uregulowanie. Pułkowy Felczer maiąc wyznaczonych tylko 673 zl na Traktamenty lekarstwa, nie iest w stanie wyżywienia się. A na miejsce niestoiącego Chór. aby mógł weyść w Aktualność Paweł Deskur dotąd, bez traktamentu będący.

W 1776 roku liczył etatowo 171 żołnierzy. Stan faktyczny według „raty marcowej” z 1777 roku wynosił 153 żołnierzy. Reformy sejmu czteroletniego przewidywały w 1789 przyrost liczebności wojsk do armii 100 tysięcznej. Nieco później zmniejszono jej etat do 65 tysięcy. 
Przy zachowaniu etatu z 1776, nowy zaciąg dla jednostki przewidywał 320 ludzi, co razem miało stanowić 491 żołnierzy w służbie. 
Stan oddziału w 1792 roku, do czasu przejęcia wojska litewskiego przez konfederację targowicką, wynosił etatowo 1440 żołnierzy, a praktycznie 1136. 
Można przyjąć, że w kwietniu 1794 roku stan regimentu wynosił etatowo 792 żołnierzy, a faktyczny 712. W tym czasie składał się ze sztabu ze sztabu, kompanii szefa, kompanii pułkownika Brekena, kompanii  podpułkownika F. Grabowskiego, kompanii  majora Ciechanowicza, kompanii  majora M. Grabowskiego, kompanii kapitana Danenfelda, kompanii kapitana Trzaskowskiego, kompanii kapitana Sehsinga.
Regiment posiadał dwa bataliony złożone z 4 kompanii. Jego stan liczebny na dzień 1 sierpnia 1793 wynosił 752 ludzi, a 16 kwietnia 1794 roku 712.

## Barwa regimentu
- Po 1776: wyłogi jasnożółte (siarkowe), guziki srebrne. Piechota litewska używała rajtroków chabrowych[10].
- Podczas insurekcji kościuszkowskiej: wyłogi żółte, guziki srebrne[10].

## Stanowiska
Regiment stacjonował w następujących miejscowościach:
- Pińsk,
- Wilno (1778),
- Mścibów (1779),
- Wilno (1783),
- Brześć Litewski (1789).

## Żołnierze regimentu
Regimentem dowodził zazwyczaj pułkownik. Stanowisko szefa regimentu, związane z wielkimi poborami, było najczęściej uważane za synekurę. Szefowie posiadali prawo fortragowania (przedstawiania do awansu) oficerów. W opracowaniach Gembarzewskiego oraz Machyni, Rakutisa i Srzednickiego występuje niegodność nazwisk.
Szefowie regimentu
- Michał Grabowski (24 października 1775-1783),
- Paweł Jerzy Grabowski (30 grudnia 1783, poległ 4 października 1794).

Szefami regimentu byli: Jan Jerzy Grabowski (od 1776), Jerzy Franciszek Grabowski (1783), Paweł Grabowski (od 1783).
Pułkownicy'
- Jerzy Grabowski (16 grudnia 1776 do 24 października 1783),
- Maciej Frankowski (30 sierpnia 1783),
- Rafał Berken (1794).

Pułkownikami byli: Leopold Orzeszko, Bogusław Stryjeński, Jerzy F. Grabowski, Maciej Frankowski, Rafał K. Berken, a także Aleksander Dörper

## Walki regimentu
5 Regiment Pieszy Litewski uczestniczył w 1792 w VII wojnie polsko-rosyjskiej toczonej w obronie Konstytucji 3 Maja. Szef: Paweł Jerzy Grabowski. Stan osobowy: 1324 ludzi.
Bitwy i potyczki:
- bitwa pod Mirem (11 czerwca 1792)
- Brześć (23 lipca),
- Soły (25 czerwca 1794),
- Praga (4 listopada).